# Cingulats
Els cingulats (Cingulata) són un ordre de xenartres compost de cinc famílies, de les quals només en sobreviuen dues. L'ordre inclou els armadillos de les Amèriques, així com els seus parents fòssils. Una de les seves característiques més destacades és el seu escut ossi. N'hi ha unes vint espècies vivents repartides en deu gèneres.